# Дарби
Дарби (енгл. Derby) је град у Уједињеном Краљевству у Енглеској , у грофовији Дарбишир. Према процени из 2007. у граду је живело 237.341 становника.
Из Дарбија је ФК Дарби каунти, један од клубова оснивача Фудбалске лиге Енглеске 1888. Данас игра у Другој лиги Енглеске.

## Становништво
Према процени, у граду је 2008. живело 237.341 становника.
| 1981.   | 1991.   | 2001.   |
| ------- | ------- | ------- |
| 218.026 | 223.836 | 229.407 |

## Партнерски градови
- Оснабрик
- Тојота